# 平池町 (名古屋市)
平池町（ひらいけちょう）は、愛知県名古屋市中村区の町字。

## 地理
名古屋市中村区の南東端部に位置する。
現在は貨物駅の笹島駅跡地を主な町域とする。跡地がささしまライブ24として開発が行われ、商業・業務を中心とした地区となっている。
2丁目から4丁目までが現存する。2 - 3丁目は道路用地のみ、4丁目の大部分は笹島駅の跡地である。

## 歴史
1941年（昭和16年）、中村区米野町の一部と南平野町の笹島駅を含む鉄道用地に平池町が成立した。町名は米野村の支村であった平池に由来する。
1981年（昭和56年）に住居表示の実施に伴い、鉄道用地を除いて太閤二丁目などになった。
1986年（昭和61年）に笹島駅が廃止され、跡地は1999年（平成11年）からささしまライブ24として整備が行われた。2017年までにすべての施設が開業し、10月にささしまライブ24の「まちびらき」が行われた。

### 町名・町界の変遷
- 1941年（昭和16年）1月1日 - 中村区米野町、南平野町の各一部により、平池町が成立する[1]。字の対照は以下の通り[1]。
  - 平池町1丁目：米野町字下平池裏・字下角田の各一部
  - 平池町2丁目：米野町字下平池裏・字上平池裏・字後口の各一部
  - 平池町3丁目：米野町字下平池裏・字上平池裏の各一部
  - 平池町4丁目：米野町字下平池裏・字下角田・字八反地、南平野町字西田・字北田・字前田の各一部。
- 1950年（昭和25年）12月15日 - 中村区米野町字上平池裏の一部を平池町2丁目に編入する[5]。
- 1981年（昭和56年）6月7日 - 住居表示の実施に伴い、平池町の一部が太閤一丁目、太閤二丁目、太閤三丁目となる[6][7]。平池町の町字の対照は以下の通り[4][8][7]。
  - 太閤一丁目：平池町1丁目の一部
  - 太閤二丁目：平池町1丁目 - 4丁目の各一部
  - 太閤三丁目：平池町1丁目 - 2丁目の各一部
  - 太閤五丁目：平池町（道路用地）

### 人口
1981年の町界の変更により一度人口が0人となった。ささしまライブ24の開発による賃貸住宅の入居が始まったことで人口が増加した。
国勢調査による各年10月1日時点の人口は以下の通りである。「-」は常住人口が無いため表章されていないことを示す。
| 1950年（昭和25年） | 1,796人 | [ 9 ]     |  |
| 1955年（昭和30年） | 1,821人 | [ 9 ]     |  |
| 1960年（昭和35年） | 1,758人 | [ 10 ]    |  |
| 1965年（昭和40年） | 1,601人 | [ 11 ]    |  |
| 1970年（昭和45年） | 1,232人 | [ 12 ]    |  |
| 1975年（昭和50年） | 993人   | [ 13 ]    |  |
| 1980年（昭和55年） | 797人   | [ 14 ]    |  |
| 1985年（昭和60年） | -       | [ 15 ]    |  |
| 1990年（平成2年）  | -       | [ 16 ]    |  |
| 1995年（平成7年）  | -       | [ 17 ]    |  |
| 2000年（平成12年） | 20人    | [ 18 ]    |  |
| 2005年（平成17年） | -       | [ 19 ]    |  |
| 2010年（平成22年） | 19人    | [ 20 ]    |  |
| 2015年（平成27年） | 261人   | [ 21 ]    |  |
| 2020年（令和2年）  | 550人   | [ WEB 2 ] |  |

## 学区
市立小・中学校に通う場合、学校等は以下の通りとなる。また、公立高等学校に通う場合の学区は以下の通りとなる。
| 番・番地等 | 小学校               | 中学校               | 高等学校 |
| ---------- | -------------------- | -------------------- | -------- |
| 全域       | 名古屋市立米野小学校 | 名古屋市立黄金中学校 | 尾張学区 |

## 交通
北西端を近鉄名古屋線・関西本線・名古屋臨海高速鉄道あおなみ線が、東端を名鉄名古屋本線・東海道本線・東海道新幹線が、南端を名古屋高速5号万場線が通り、ささしまライブ24地区はこれらに囲まれている。地区外とは高架下を横断する道路やアンダーパス、跨線橋で通じている。
ささしまライブ24の開発に関連してあおなみ線にささしまライブ駅が設置されている。また、ささしま米野歩道橋によって線路の北にある近鉄名古屋線米野駅へのアクセスが図られている。
各路線が乗り入れる名古屋駅は徒歩約10分の位置にある。社会実験として名古屋駅とささしまライブを結ぶシャトルバス「ささしまウェルカムバス」が運行されている。
ささしまライブ24地区内の道路は土地区画整理事業によって整備された。また、ささしまライブ24地区へのアクセスや名古屋駅太閤通口と中川区方面の交通改善を目的として関西本線などをアンダーパスによって横断する道路が都市計画道路椿町線として整備され、2018年に開通した。

## 施設

### ささしまライブ24地区

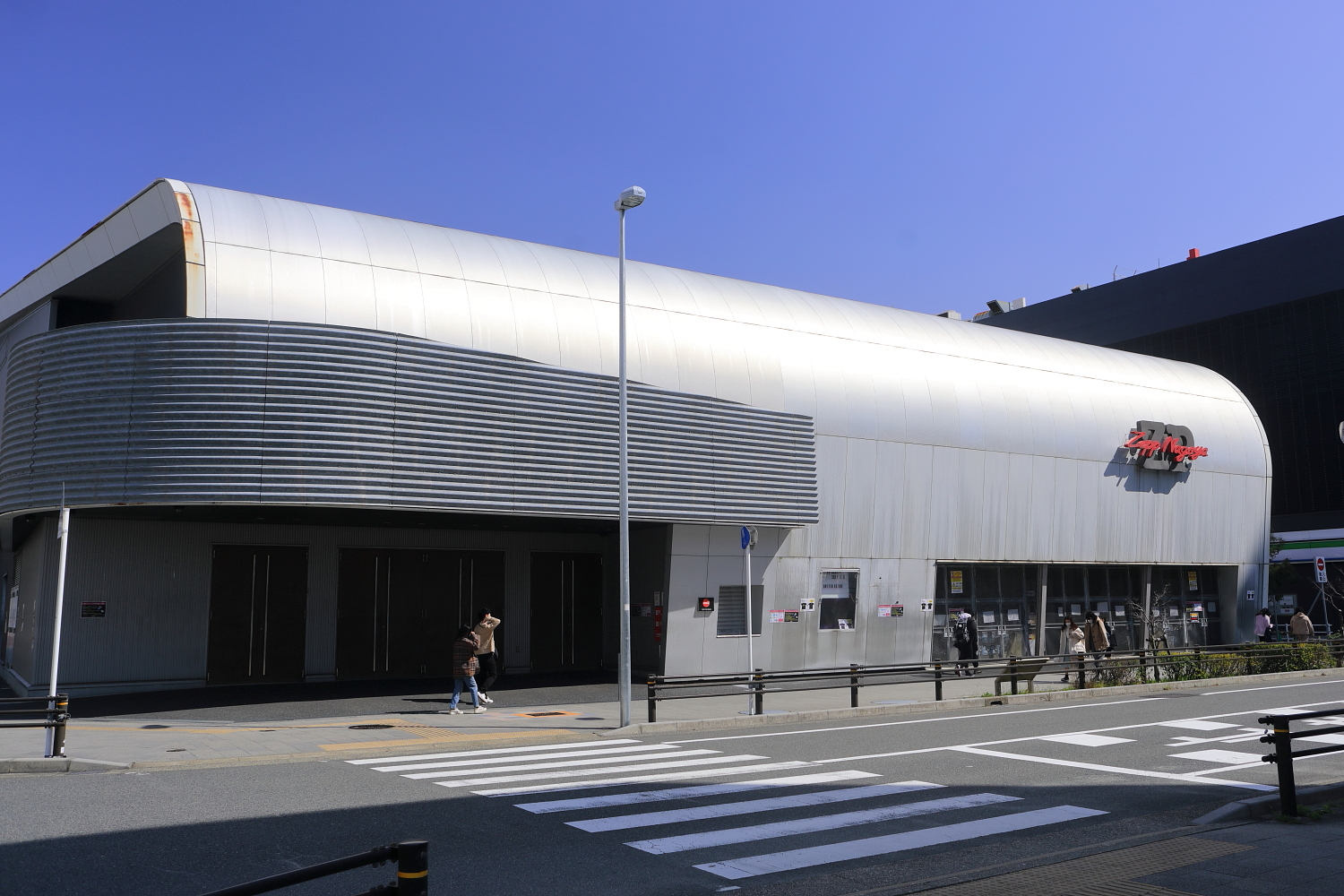
Zepp Nagoya
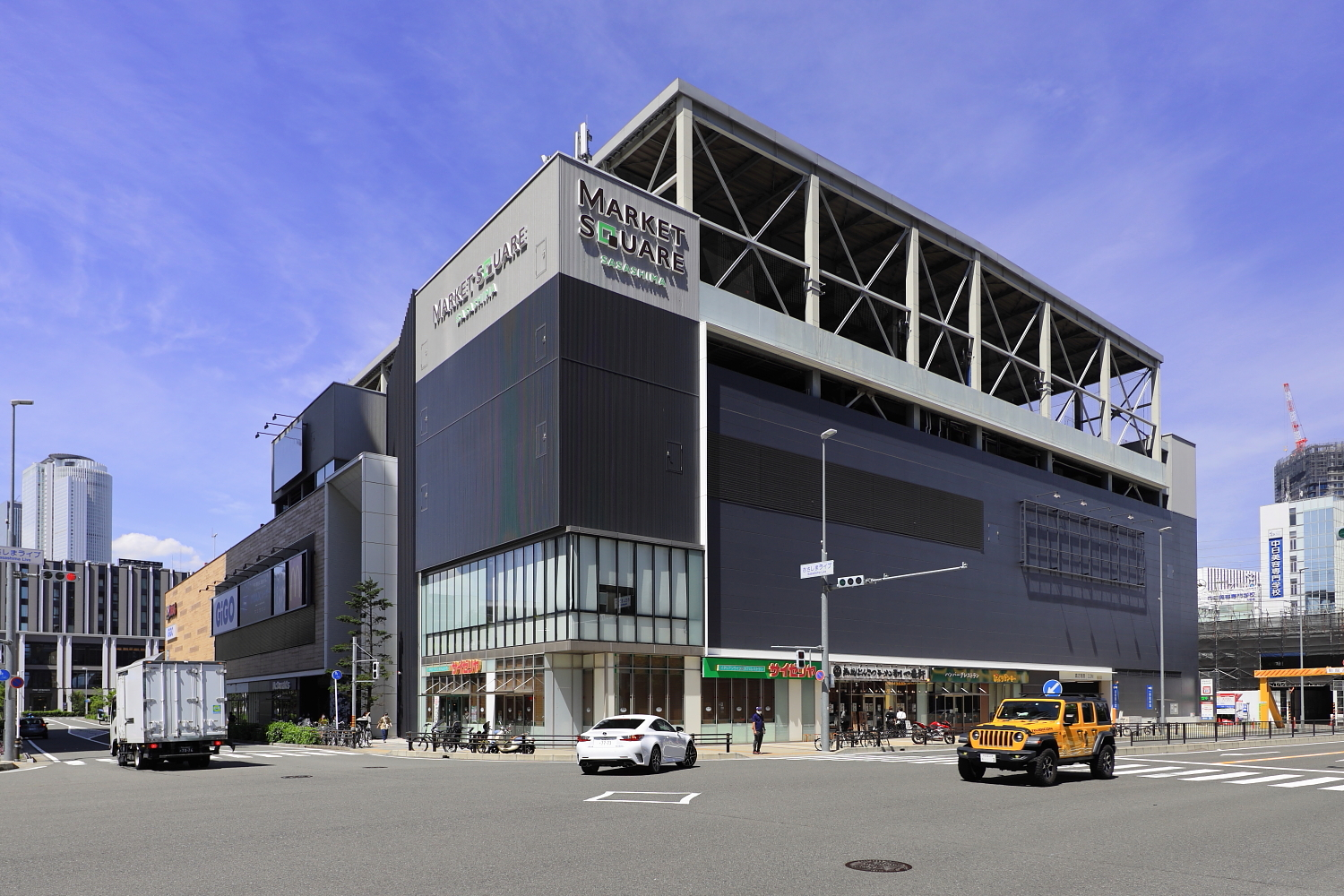
マーケットスクエアささしま
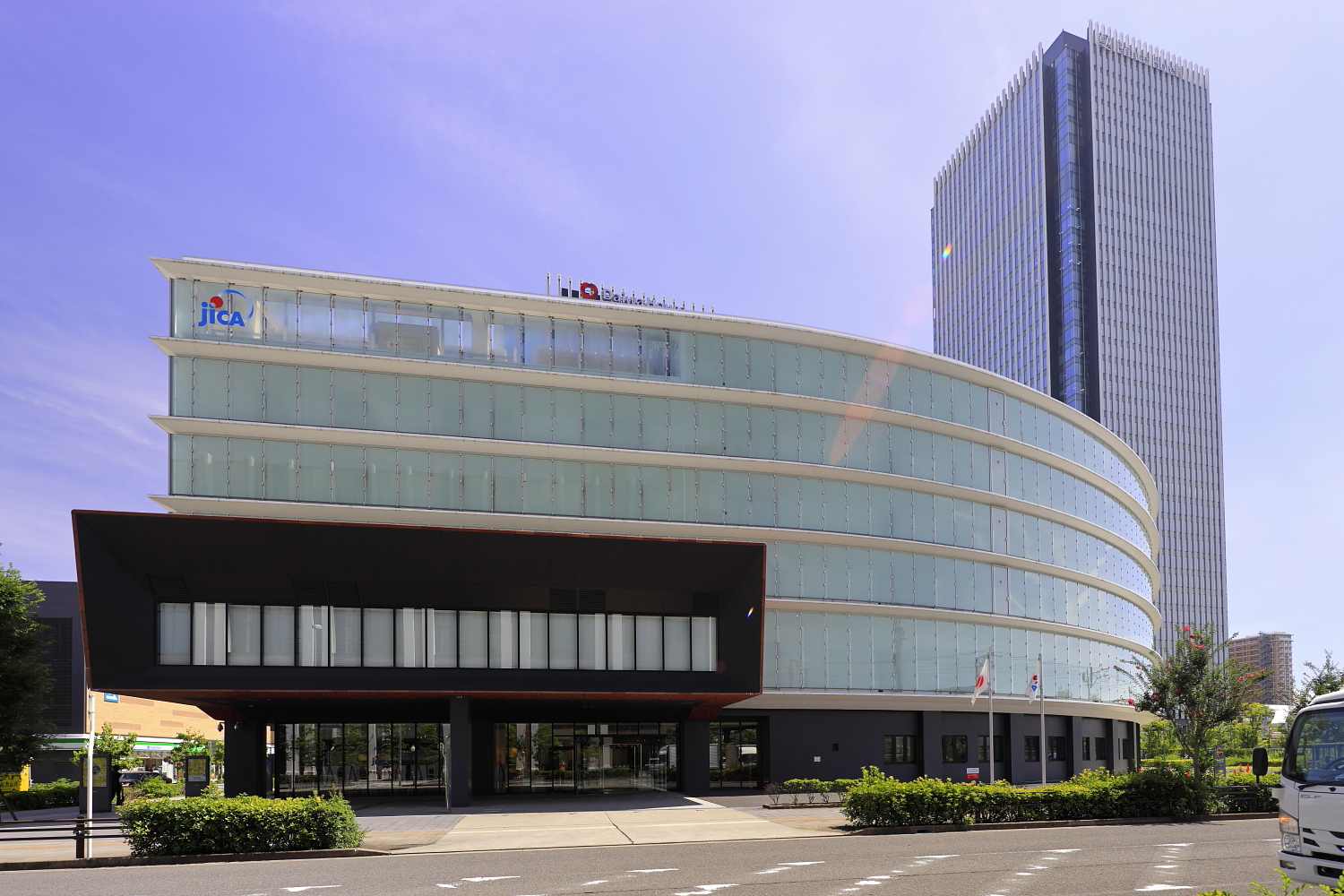
JICA中部国際センター
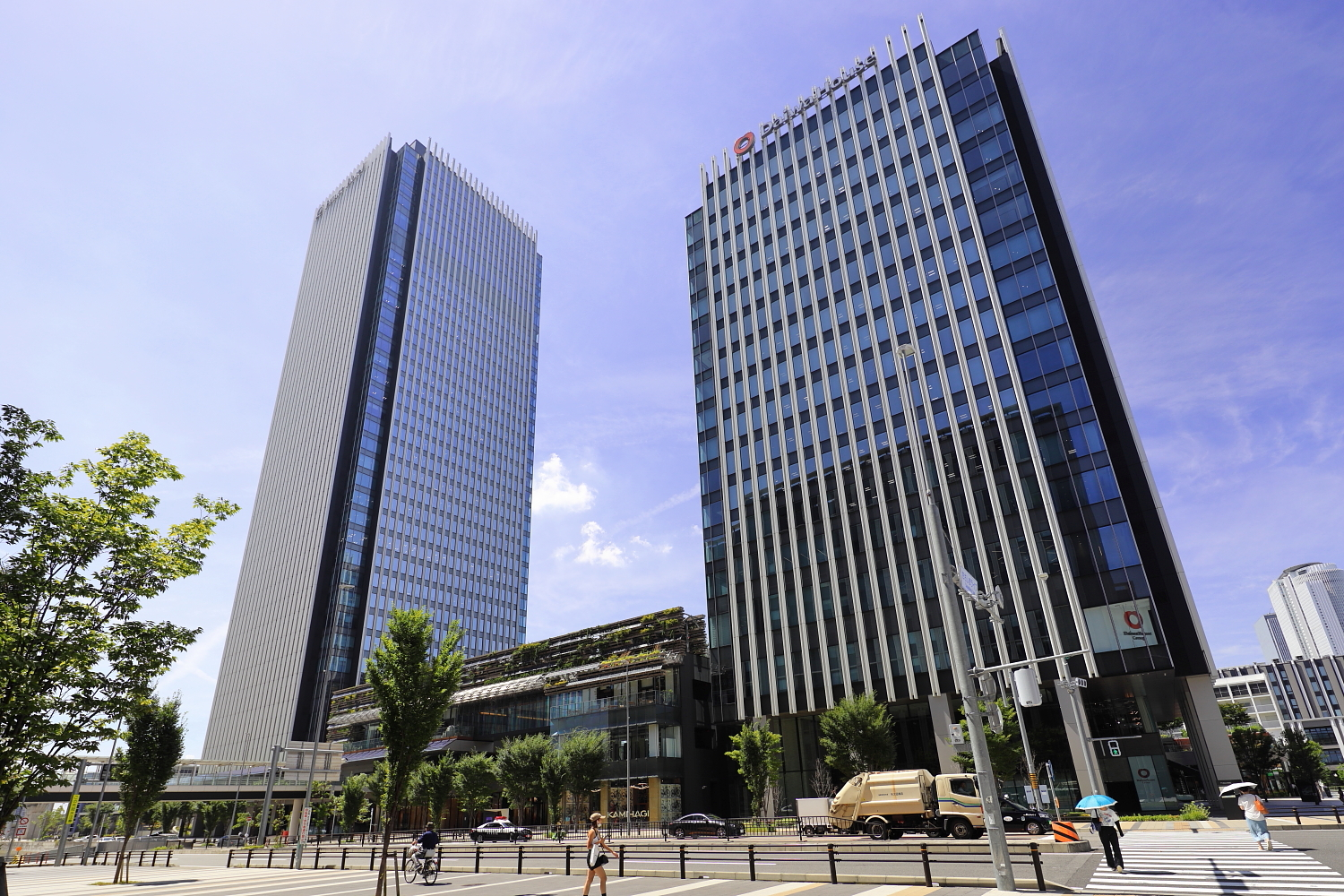
グローバルゲート
  - 毎日新聞中部本社 ささしまオフィス
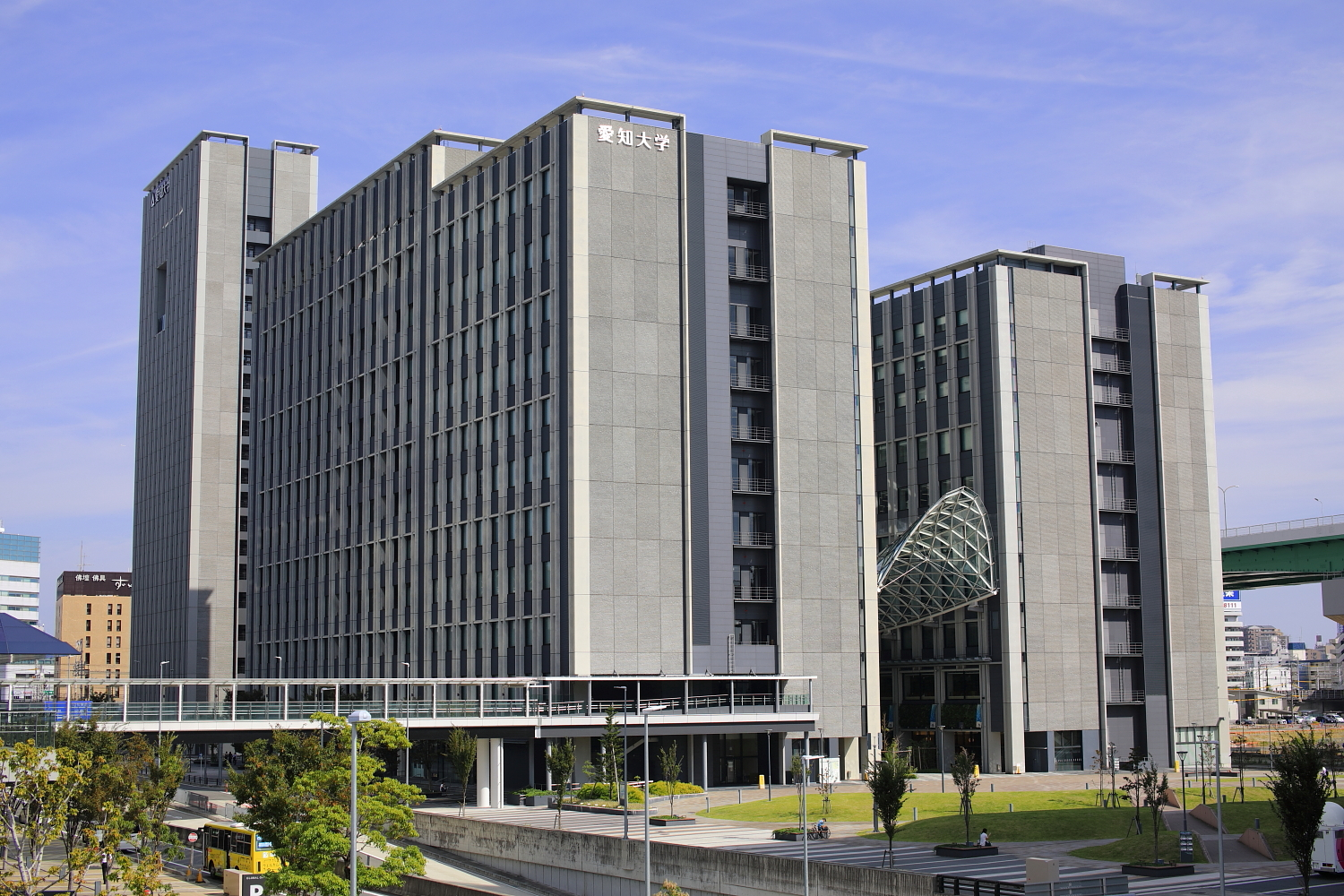
愛知大学名古屋キャンパス
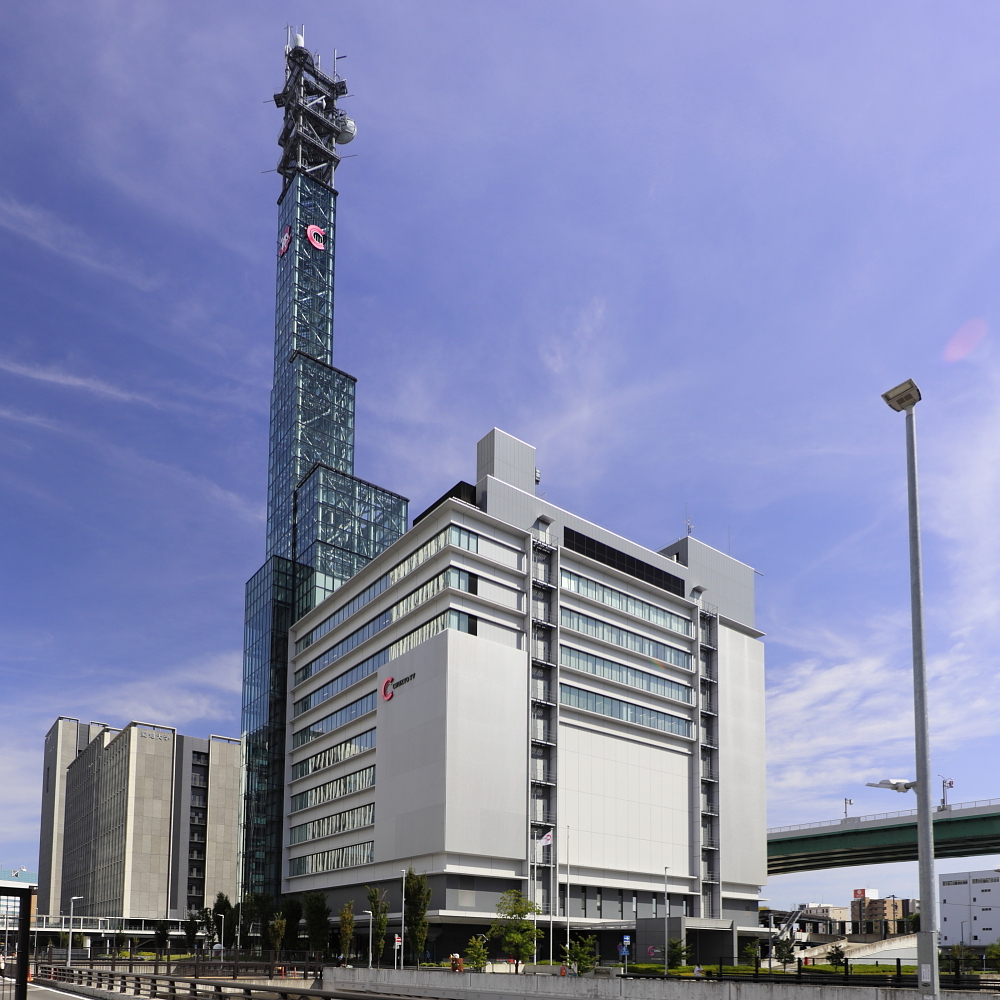
中京テレビ放送（CTV）

- Zepp Nagoya
- マーケットスクエアささしま
- JICA中部国際センター
- グローバルゲート
- 愛知大学名古屋キャンパス
- 中京テレビ放送社屋

### 現存しない施設
- 笹島駅
- 東海スーパーサーキット - 1990年（平成2年）10月21日開業[新聞 3]。運営はJR東海系列の企業、東海商事[新聞 3]。笹島駅跡地のうち約3万平方メートルを活用したレジャー施設[新聞 3]。

## 通信

### 日本郵便
平池町内の郵便番号および配達を行う郵便局は以下の通りである。
| 町丁                                      | 郵便番号           | 郵便局     |
| ----------------------------------------- | ------------------ | ---------- |
| 平池町                                    | 453-0872           | 中村郵便局 |
| 平池町 グローバルゲート（地階・階層不明） | 453-6190           | 中村郵便局 |
| 平池町 グローバルゲート（1〜36階）        | 453-6101〜453-6136 | 中村郵便局 |

### WEB
1. ↑  “愛知県名古屋市中村区平池町 (231051060)”. 国勢調査町丁・字等別境界データセット.   北本朝展. 2023年1月19日閲覧。
2. 1 2  名古屋市総務局企画部統計課 (2022年8月22日). “令和2年国勢調査 名古屋の町（大字）別・丁目別人口” (XLSX). 統計なごやweb版.   名古屋市. 2023年1月19日閲覧。
3. 1 2  “郵便番号”.  日本郵便. 2019年2月10日閲覧。
4. ↑  “市外局番の一覧”.   総務省. 2019年1月6日閲覧。
5. ↑  “ささしまライブ24地区の沿革”.   名古屋市. 2023年1月28日閲覧。
6. ↑  “市立小・中学校の通学区域一覧”.   名古屋市 (2018年11月10日). 2019年1月14日閲覧。
7. ↑  “平成29年度以降の愛知県公立高等学校（全日制課程）入学者選抜における通学区域並びに群及びグループ分け案について”.   愛知県教育委員会 (2015年2月16日). 2019年1月14日閲覧。
8. ↑  “交通アクセス”. ささしまライブ.   一般社団法人ささしまライブまちづくり協議会. 2023年1月28日閲覧。
9. ↑  “ささしまウェルカムバス”.   名鉄バス. 2023年1月28日閲覧。
10. ↑  “ささしまライブ24地区の基盤整備計画”.   名古屋市. 2023年1月28日閲覧。

### 新聞
1. ↑  「新しいまち 魅力楽しむ　ささしまライブで記念催し」『中日新聞 朝刊 市民版』中日新聞社、2017年10月8日、20面。
2. ↑  「名駅周辺 混雑緩和、活性化へ 椿町線・笹島線 9月全通」『中日新聞 朝刊 市民版』中日新聞社、2018年6月21日、12面。
3. 1 2 3  「「東海サーキット」オープン 味わえますレース気分 旧笹島貨物駅跡地 若者ら早くも列」『中日新聞 朝刊 市民版』1990年10月22日、16面。

### 書籍
1. 1 2 3  中村区制施行50周年記念事業実行委員会記念誌編集委員会 1987, p. 437.
2. 1 2 3 4 5 6  角川書店 1992, pp. 275–276.
3. 1 2  「角川日本地名大辞典」編纂委員会 1989, p. 1140.
4. 1 2  戦災復興誌編集委員会 1984, pp. 466–468.
5. ↑  中村区制施行50周年記念事業実行委員会記念誌編集委員会 1987, p. 441.
6. ↑  中村区制施行50周年記念事業実行委員会記念誌編集委員会 1987, pp. 401, 444.
7. 1 2  角川書店 1992, pp. 275, 769–770.
8. ↑  中村区制施行50周年記念事業実行委員会記念誌編集委員会 1987, p. 444.
9. 1 2  名古屋市企画室統計課 1957, p. 79.
10. ↑  名古屋市総務局企画部統計課 1962, p. 101.
11. ↑  名古屋市総務局企画部統計課 1967, p. 73.
12. ↑  名古屋市総務局行政企画部統計課 1972, p. 45.
13. ↑  名古屋市総務局統計課 1977, p. 48.
14. ↑  名古屋市総務局統計課 1982, p. 82.
15. ↑  名古屋市総務局統計課 1986.
16. ↑  名古屋市総務局企画部統計課 1994.
17. ↑  名古屋市総務局企画部統計課 1998.
18. ↑  名古屋市総務局企画部統計課 2003, pp. 20–21.
19. ↑  名古屋市総務局企画部統計課 2008.
20. ↑  名古屋市総務局企画部統計課 2013, pp. 238–239.
21. ↑  名古屋市総務局企画部統計課 2018, pp. 224–225.
22. ↑  日本郵便 2022, pp. 189, 359.

### 統計資料
- 名古屋市企画室統計課「町別世帯および人口」『名古屋市統計年鑑』 昭和31年版、名古屋市企画室統計課、1957年3月20日、72–91頁。NDLJP:9547825/56。
- 名古屋市総務局企画部統計課「町別人口および世帯数」『名古屋市統計年鑑』 昭和36年、名古屋市総務局企画部統計課、1962年3月20日、93–111頁。NDLJP:9547830/64。
- 名古屋市総務局企画部統計課「町別世帯数および人口」『名古屋市統計年鑑』 昭和41年版、名古屋市、1967年3月20日、66–85頁。NDLJP:9547835/53。
- 名古屋市総務局行政企画部統計課「町別世帯数および人口」『名古屋市統計年鑑』 昭和46年版、名古屋市、1972年3月25日、38–57頁。NDLJP:9903600/35。
- 名古屋市総務局統計課「町別世帯数および人口」『名古屋市統計年鑑』 昭和51年版、名古屋市、1977年3月25日、40–63頁。NDLJP:9902430/35。
- 名古屋市総務局統計課「町別世帯数および人口」『名古屋市統計年鑑』 昭和56年版、名古屋市、1982年3月20日、72–101頁。NDLJP:9902955/52。
- 名古屋市総務局統計課 編『昭和60年国勢調査 名古屋の町（大字）別・年齢（3区分）別人口（昭和60年10月1日現在）』名古屋市、1986年3月31日。全国書誌番号:87005838。
- 名古屋市総務局企画部統計課 編『平成2年国勢調査 名古屋の町（大字）別・年齢別人口（平成2年10月1日現在）』名古屋市、1994年3月30日。全国書誌番号:94045412。
- 名古屋市総務局企画部統計課 編『平成7年国勢調査 名古屋の町（大字）別・年齢別人口（平成7年10月1日現在）』名古屋市、1998年3月。全国書誌番号:99010607。
- 名古屋市総務局企画部統計課 編『平成12年国勢調査 名古屋の町（大字）別・年齢別人口（平成7年10月1日現在）』名古屋市、2003年3月。全国書誌番号:20408215。2023年1月19日閲覧。
- 名古屋市総務局企画部統計課 編「第3部 町（大字）別集計」『平成17年国勢調査 名古屋市 小地域集計結果』名古屋市、2008年3月、205–256頁。全国書誌番号:21444423。2023年1月19日閲覧。
- 名古屋市総務局企画部統計課 編「第3部 町（大字）別集計」『平成22年国勢調査 名古屋市 小地域集計結果』名古屋市、2013年9月、225–276頁。全国書誌番号:22320771。2023年1月19日閲覧。
- 名古屋市総務局企画部統計課 編「第2部 町（大字）別集計」『平成27年国勢調査 名古屋市 小地域集計結果』名古屋市、2018年8月、211–261頁。全国書誌番号:23178325。2023年1月19日閲覧。